# 2018年平昌オリンピックのカナダ選手団
2018年平昌オリンピックのカナダ選手団（2018ねんピョンチャンオリンピックのカナダせんしゅだん）は、2018年2月9日から23日まで大韓民国江原道平昌で開催された2018年平昌オリンピックのカナダ選手団、およびその競技結果。

## メダル
| メダル | 選手名 | 競技                             | 種目                 |
| ------ | --- | -------------------------------- | -------------------- |
| 金     | パトリック・チャン ケイトリン・オズモンド ガブリエル・デールマン メーガン・デュハメル エリック・ラドフォード テッサ・ヴァーチュ スコット・モイア | フィギュアスケート               | 団体戦               |
| 金     | ミカエル・キングズベリー | フリースタイルスキー             | 男子モーグル         |
| 金     | ケイトリン・ローズ ジョン・モリス | カーリング                       | ミックスダブルス     |
| 金     | テッド＝ヤン・ブルーメン | スピードスケート                 | 男子10000m           |
| 金     | サミュエル・ジラール | ショートトラックスピードスケート | 男子1000m            |
| 金     | ジャスティン・クリップス アレクサンダー・コパチ                                                                                                  | ボブスレー                       | 男子2人乗り          |
| 金     | キャシー・シャープ | フリースタイルスキー             | 女子ハーフパイプ     |
| 金     | テッサ・ヴァーチュ スコット・モイア | フィギュアスケート               | アイスダンス         |
| 金     | ブレイディ・リーマン | フリースタイルスキー             | 男子スキークロス     |
| 金     | ケルシー・セルワ | フリースタイルスキー             | 女子スキークロス     |
| 金     | セバスティアン・トゥータン | スノーボード                     | 男子ビッグエア       |
| 銀     | マックス・パロー | スノーボード                     | 男子スロープスタイル |
| 銀     | テッド＝ヤン・ブルーメン | スピードスケート                 | 男子5000m            |
| 銀     | ジュスティーヌ・デュフール＝ラポワント | フリースタイルスキー             | 女子モーグル         |
| 銀     | ローリー・ブルイン | スノーボード                     | 女子スロープスタイル |
| 銀     | アレックス・ゴフ サミュエル・エドニー トリスタン・ウォーカー ジャスティン・スニス                                                                | リュージュ                       | チームリレー         |
| 銀     | アイスホッケー女子カナダ代表 | アイスホッケー                   | 女子                 |
| 銀     | キム・ブタン | ショートトラックスピードスケート | 女子1000m            |
| 銀     | ブリタニー・フェラン | フリースタイルスキー             | 女子スキークロス     |
| 銅     | マーク・マクモリス | スノーボード                     | 男子スロープスタイル |
| 銅     | キム・ブタン | ショートトラックスピードスケート | 女子500m             |
| 銅     | アレックス・ゴフ | リュージュ                       | 女子1人乗り          |
| 銅     | メーガン・デュハメル エリック・ラドフォード | フィギュアスケート               | ペア                 |
| 銅     | キム・ブタン | ショートトラックスピードスケート | 女子1500m            |
| 銅     | アレックス・ボーリウ＝マルシャン | フリースタイルスキー             | 男子スロープスタイル |
| 銅     | ケーリー・ハンフリーズ フィリシア・ジョージ | ボブスレー                       | 女子2人乗り          |
| 銅     | サミュエル・ジラール シャルル・アメラン シャルル・クルノワイエ パスカル・ディオン                                                                | ショートトラックスピードスケート | 男子5000mリレー      |
| 銅     | ケイトリン・オズモンド | フィギュアスケート               | 女子シングル         |
| 銅     | アイスホッケーカナダ代表 | アイスホッケー                   | 男子                 |

## スケート

### フィギュアスケート
- 男子シングル - 2名
- 女子シングル - 3名
- ペア - 3組
- アイスダンス - 3組

## アイスホッケー
- 男子
- 女子

## カーリング
- 男子
- 女子
- 混合